# Navette du glycérol-3-phosphate

Représentation de la navette du glycérol-3-phosphate.
1 : glycérol-3-phosphate ;
2 : dihydroxyacétone phosphate ;
cGPD : GPDH soluble ;
mGPD : GPDH mitochondriale ;
Q : quinone ;
' : hydroquinone ;
Cyt / IMR : cytosol & espace intermembranaire mitochondrial ;
Membran : membrane mitochondriale interne ;
Matrix : matrice mitochondriale.

Représentation d'une mitochondrie animale indiquant la membrane externe, la membrane interne, l'espace intermembranaire et la matrice mitochondriale.

La navette du glycérol-3-phosphate est un mécanisme d'échange de molécules chez les eucaryotes — animaux, mycètes et plantes — qui permet de recycler en NAD+ le NADH+H+ issu de la glycolyse produit dans le cytosol en transférant ses électrons à haut potentiel de transfert aux mitochondries à travers la membrane mitochondriale interne pour rejoindre la respiration cellulaire à travers une ubiquinone :
- Dans le cytosol, la GPDH soluble (EC 1.1.1.8) convertit le NADH+H+ en NAD+ en réduisant la dihydroxyacétone phosphate (DHAP) en glycérol-3-phosphate :

- Dans la mitochondrie, la GPDH mitochondriale (EC 1.1.5.3) décharge les électrons du glycérol-3-phosphate sur un FAD pour donner du FADH2 et régénérer la DHAP ; le FADH2 réduit à son tour une ubiquinone, dont les électrons rejoignent ensuite le processus de phosphorylation oxydative.

Il existe une autre navette mitochondriale, la navette malate-aspartate, plus répandue mais moins rapide, de sorte que la navette du glycérol-3-phosphate intervient dans les organes qui réclament de libérer rapidement de grandes quantités d'énergie, c'est-à-dire principalement les muscles et le cerveau.